# 拉斯維加斯沙漠之犬
拉斯維加斯沙漠之犬是位於美國內華達州天堂市的 國家袋棍球聯盟隊伍。從2023年NLL賽季，球隊將以Michelob Ultra體育館為主場參賽。

## 歷史
2021年6月21日，NLL授予拉斯維加斯市和蔡崇信、韋恩·格雷茨基、史蒂夫·奈許和達斯汀·約翰遜等共同所有人擴張特許經營權。球隊將於2022年冬季在Michelob Ultra 體育館開始2022-2023賽季的比賽。蔡崇信是聖地亞哥海豹的老闆，並獲得NLL的特別許可，可以擁有多支球隊。
肖恩·威廉斯是NLL歷史上最有成就的球員之一，他受聘為拉斯維加斯沙漠之犬的首任總經理兼總教練。

## 現役球員
Source:

## 外部連結
- 官方網站 （页面存档备份，存于）